# Rita Gorr
Rita Gorr (Zelzate; 18 de fevereiro de 1926- 22 de janeiro de 2012), mezzosoprano belga. Dona de uma voz de grande amplitude e rica em tonalidades, e com grande talento, se destacou especialmente em papéis dramáticos, tais como Ortrud (Lohengrin) e Amneris (Aída (Verdi)), dois dos seus papéis mais famosos. Realizou uma carreira internacional notável e extensa, cantando até idade avançada.

## Biografia
Rita Gorr, nome artístico de Marguerite Geirnaert ao finalizar seus estudos em Gante e Bruxelas, ganhou o primeiro prémio em competencia vocal de Verviers em 1946, e realizou seu debut profissional em Antuérpia como Fricka de a Valquiria de Verdi.
Se juntou como membro da Ópera de Estrasburgo desde 1949 até 1952.
Foi condecorada com a Legião de Honra em 1984.

## Consultar também
- Biografía de Rita Gorr en Cantabile-subito
- Alain Pâris, Dictionnaire des interprètes et de l'interpretation musicale au XX siècle (2 vols), Ed. Robert Laffont (Bouquins, Paris 1982, 4th Edn. 1995, 5th Edn 2004). ISBN 2-221-06660-X
- D. Hamilton, The Metropolitan Opera Encyclopedia (Simon and Schuster, New York 1987). ISBN 0-671-16732-X
- Roland Mancini and Jean-Jacques Rouveroux, Guide de l’opéra, Les indispensables de la musique (Fayard, 1995). ISBN 2-213-01563-6